# Carolina Markowicz
Carolina Markowicz – brazylijska reżyserka filmowa, pochodząca z São Paulo.
Jej pierwszy film krótkometrażowy, 69 Luz Square, zdobył kilka nagród, m.in. dla najlepszego filmu krótkometrażowego na MFF w Rio De Janeiro i był wyświetlany w Museum of Modern Art. Współreżyserowany przez nią Tatuapé Mahal Tower, bazujący na jej autorskim scenariuszu, miał premierę na MFF w Toronto w 2014 i był jednym z najczęściej nagradzanych filmów krótkometrażowych w 2014 r. w Brazylii. Film ten został wybrany do wyświetlania na przeszło 200 festiwalach na świecie, m.in. w Edynburgu, Warszawie, Atlancie, Tuluzie i Hawanie, zdobywając nagrodę za najlepszy scenariusz i 15 nagród za najlepszy film. W 2015 r. jako jedna z 10 twórców została zaproszona na TIFF's Talent Lab, gdzie mentorami byli m.in. Wim Wenders, Jim Stark, Christine Vauchon i Małgorzata Szumowska. W 2018 r. została wybrana do udziału w Berlinale Talents i do Locarno Filmmakers Academy.  
Jej trzeci film, Postergados, miał premierę na Międzynarodowym Festiwalu Filmów Dokumentalnych w Biarritz w 2017 r. i zdobył nagrodę za najlepszy scenariusz na festiwalu w Gramado. Kolejny film, Long Distance Relationship, był wyświetlany na festiwalach w Palm Springs, Atlancie i Melbourne. Następny film, The Orphan, miał premierę na 71. MFF w Cannes w 2018 r., gdzie zdobył Queerową Palmę jako pierwszy brazylijski film w historii, a potem został jednym z najczęściej nagradzanych filmów w roku swojej premiery. Film był też prezentowany na MFF w Locarno oraz festiwalach TIFF, AFI, SXSW (gdzie zdobył Nagrodę Specjalną Jury) i ponad 80 innych festiwalach. 